# L-Pro
L-Pro, właśc. Mateusz Patryk Łapot (ur. 27 kwietnia 1989 w Stargardzie), znany również jako Łapot – polski DJ, producent muzyczny, raper i inżynier dźwięku. L-Pro znany jest przede wszystkim ze współpracy z przedstawicielami polskiej sceny muzyki hip-hopowej, w tym takimi jak: Fu, Liroy, Proceente, Pezet, Hukos, czy Chada. Ponadto, muzyk współpracował z Edytą Górniak i Dorotą Rabczewską.

## Dyskografia
Albumy
| Album                           | Dane dot. albumu                            |
| ------------------------------- | ------------------------------------------- |
| Pamiętaj (oraz Fenix)           | - Data: 12 marca 2008 - Wydawca: $H Records |
| Zawsze najgorszy (oraz Radonis) | - Data: 2013 - Wydawca: $H Records          |

Inne
| Album                         | Rok  | Uwagi | Źródło |
| ----------------------------- | ---- | --- | ------ |
| Fenix – Zaraz wracam          | 2007 | gościnny udział w utworze „Lepiej skończ”                                                                 | [ 5 ]  |
| Fu – Retrospekcje             | 2009 | produkcja utworów „Nie zmienisz, nie”, „Ekskluzywny nokaut” i „Obywatel świata”                           | [ 6 ]  |
| Chada – Proceder              | 2009 | produkcja utworów „Chada puszcza w miasto solo”, „Obrachunek moralny” i „To tu”                           | [ 7 ]  |
| Fabolous – Loso’s Way         | 2009 | produkcja utworu „A Toast to the Good Life”                                                               | [ 8 ]  |
| Proceente – Dziennik 2010     | 2010 | miksowanie i mastering                                                                                    | [ 9 ]  |
| Chada – WGW                   | 2011 | produkcja utworów „Intro”, „Wracam do gry”, „***** skurwiel”, „L”, „Zrywam z umiarem” i „Ferment (Remix)” | [ 10 ] |
| Solar, Białas – Stage Diving  | 2013 | produkcja utworów „Mainstream” i „Chcę już iść”                                                           | [ 11 ] |
| Hukos, Cira – Głodni z natury | 2013 | produkcja utworu „Widzę, spływam”                                                                         | [ 12 ] |

## Walka freak show fight
28 marca 2020 zadebiutował w walce freak show fight na zasadach MMA. Podczas gali Fame MMA 6 zmierzył się z raperem, Jakubem „Kubańczykiem" Flasem, z którym miał konflikt. Pojedynek ten przegrał w pierwszej rundzie poprzez techniczny nokaut (ciosy pięściami).